# Новая Библиотека для чтения
Новая Библиотека для чтения 1824 года не имеет отношения к более позднему журналу Библиотека для чтения Смирдина, издававшегося с 1834 по 1865 гг.
Было отпечатано малым тиражом только 4 части Новой Библиотеки для чтения, затем все материалы переданы журналу Сын Отечества. Редактор не указан; но издание издавалось в той же самой типографии Н. И. Греча, в которой тоже вышел Сын отечества, издаваемый самым Гречем.
Сегодня выпуски журнала представляют собой букинистическую редкость.
В издании представлены прижизненные публикации сочинений авторов:
- Владимира Ивановича Панаева (1792—1859 гг)
- Виктора-Жозефа Этьен де Жуи (1764—1846 гг)
- Августа Лафонтена (1758—1831 гг)
- Вальтера Скотта (1771—1832 гг)

## Цифровые копии журнала
- 1824, часть 1+2 Hathitrust New York Public Library = Google Books
  - оглавление часть 1 Hathitrust New York Public Library; издание только распознаваемого текста (не проверенного) в rusbook.org
  - оглавление часть 2 Hathitrust New York Public Library; издание только распознаваемого текста (не проверенного) в rusbook.org
- 1824, часть 3+4 Hathitrust New York Public Library = Google Books
  - оглавление часть 3 Hathitrust New York Public Library; издание только распознаваемого текста (не проверенного) в rusbook.org
  - оглавление часть 4 Hathitrust New York Public Library; издание только распознаваемого текста (не проверенного) в rusbook.org
    - Авторство опубликованных в часть 4 рассказов и повестей:
    - Прореха на рукаве (повесть) стр. 3 — Владимир Иванович Панаев
    - Признания молодой девушки, стр. 110 — (отрывок из «L’Hermite de la Guiane») — Автор: Виктор-Жозеф Этьен де Жуи (фр. Victor-Joseph Etienne de Jouy)
    - Мечтатель (повесть), стр. 125 — Август Лафонтен (August Lafontaine, 1758—1831)
    - Мартын Вальдек (сказка из романа Антикварий, сочинение Вальтера Скотта), стр. 214. — Сэр Вальтер Скотт (англ. Walter Scott)